# 心叶雀梅藤
心叶雀梅藤（学名：Sageretia thea var. cordiformis）为鼠李科雀梅藤属下的一个变种。

## 扩展阅读
- 維基物種上的相關：心叶雀梅藤